# Meiwa (Gunma)
Meiwa (jap. 明和町 Meiwa-machi) – miasto w Japonii, na wyspie Honsiu, w prefekturze Gunma. Według danych na rok 2020 miejscowość zamieszkiwało 10 882 mieszkańców , a gęstość zaludnienia wyniosła 554,1 os./km².